# Lijst van personen uit Tallinn
Deze lijst van personen geeft een (incompleet) overzicht van mensen, die in de Estse hoofdstad Tallinn (voor 1918 Reval genaamd) geboren zijn en een artikel op de Nederlandstalige Wikipedia hebben. De lijst is gerangschikt op geboortejaar.

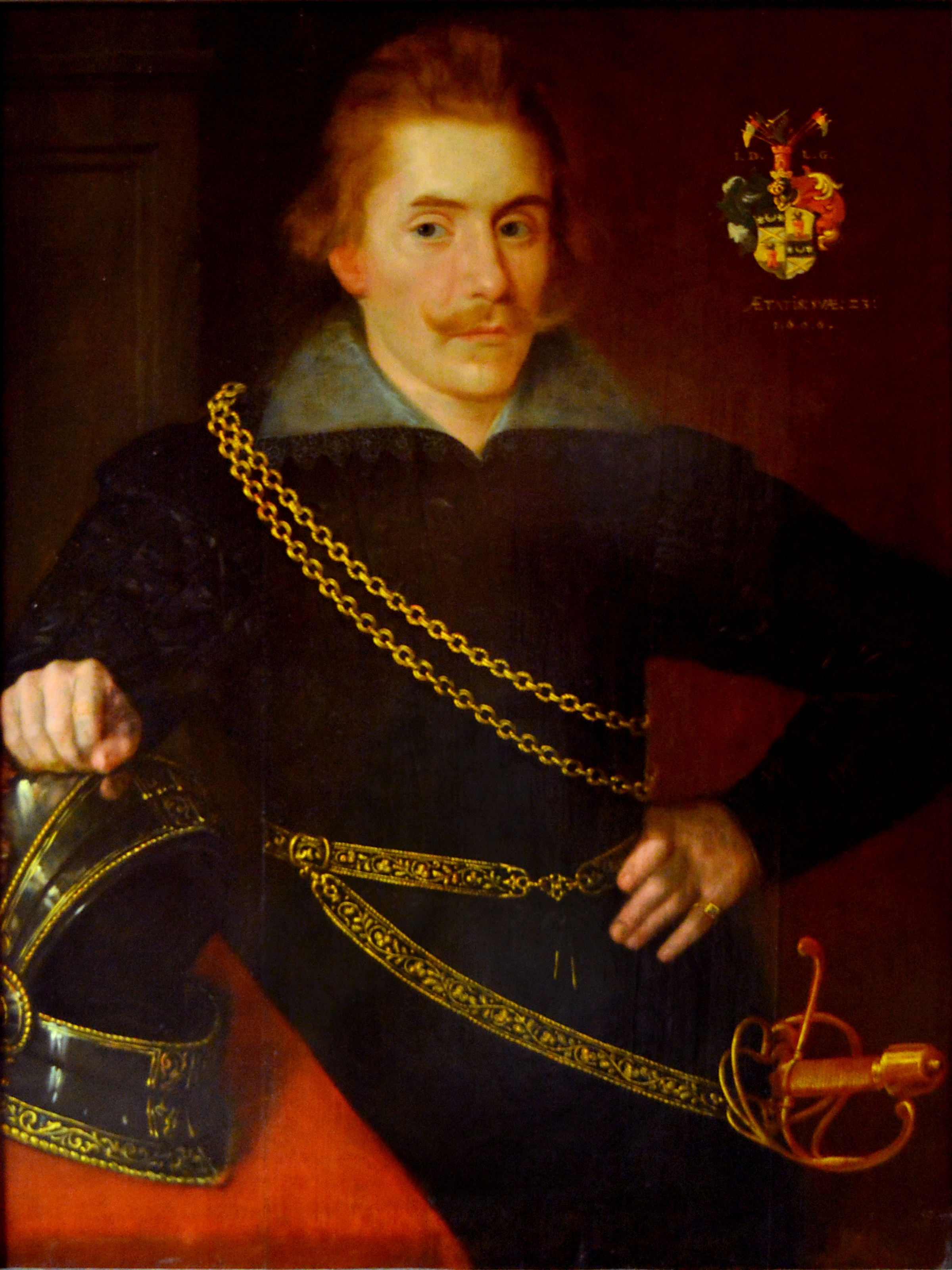
Graaf Jakob De la Gardie (1583-1652)

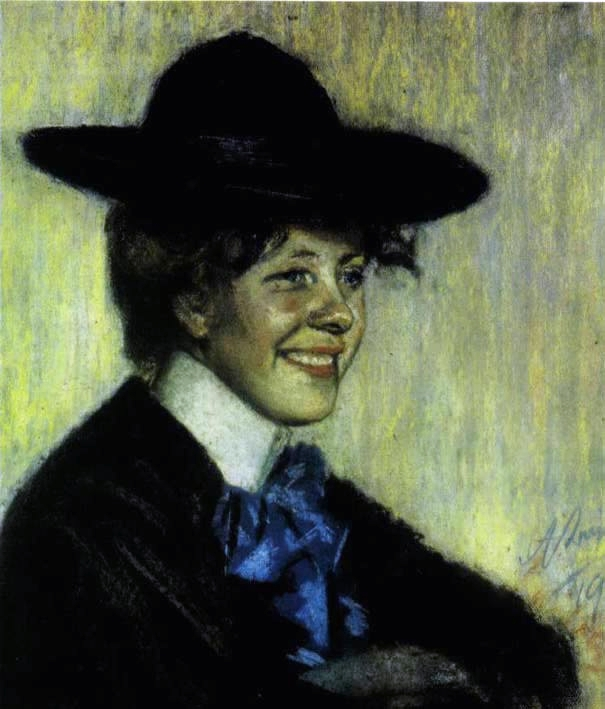
Dichteres Marie Under (1883-1980)

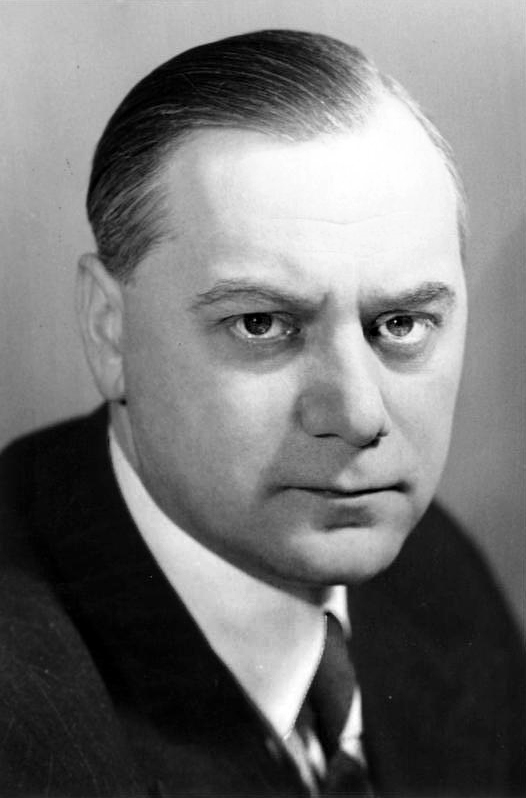
Rassentheoreticus Alfred Rosenberg (1893-1946)

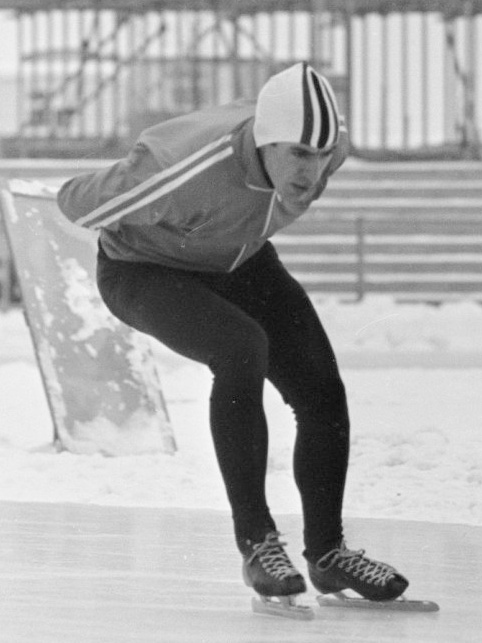
Langebaanschaatser Ants Antson (1938)

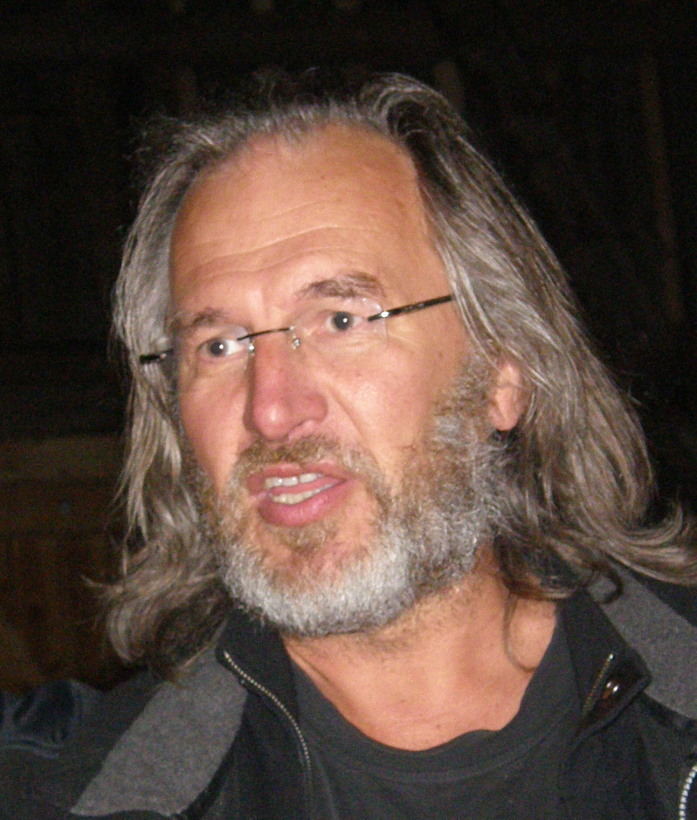
Dirigent Tõnu Kaljuste (1953)

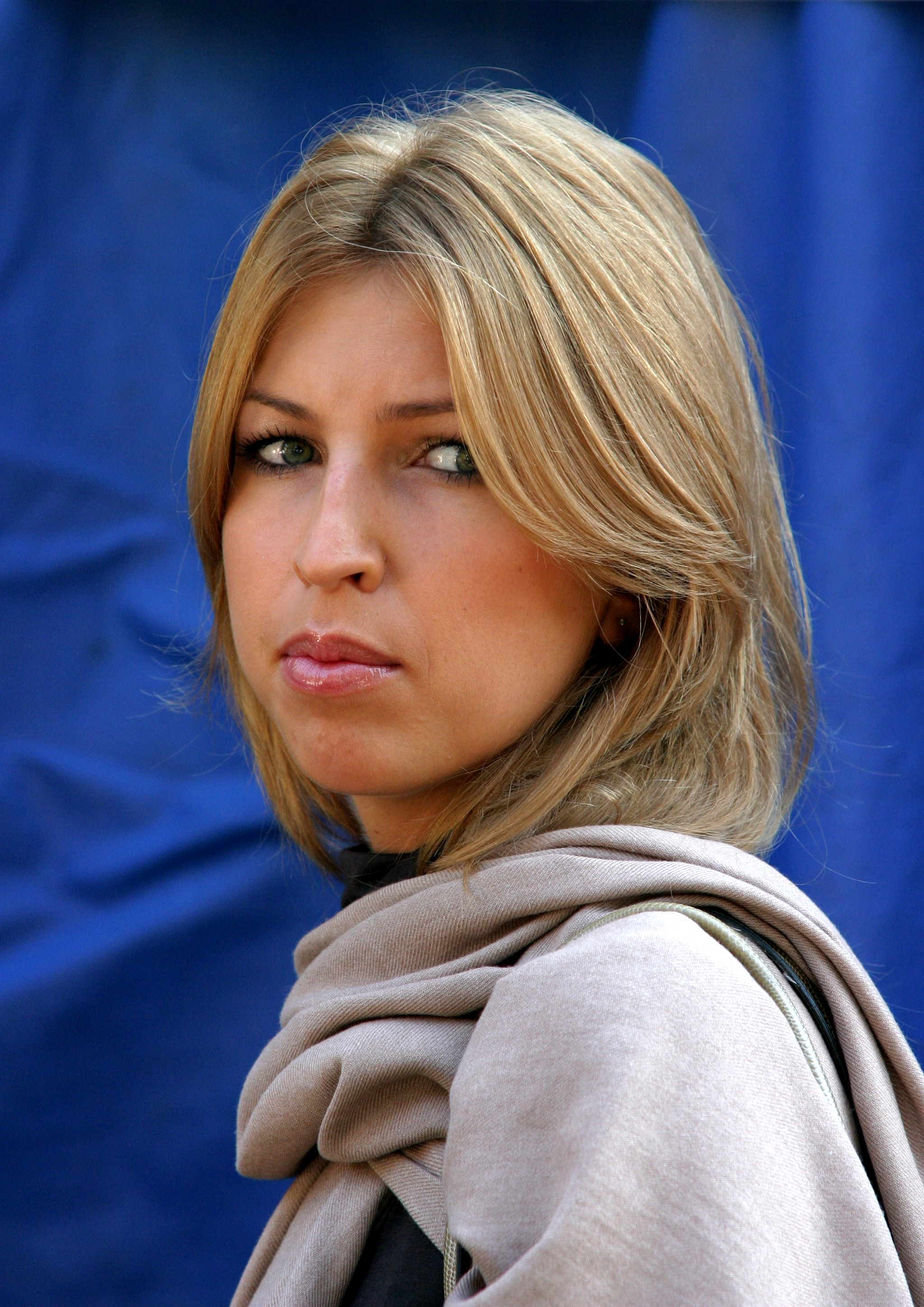
Zangeres Maarja-Liis Ilus (1980)

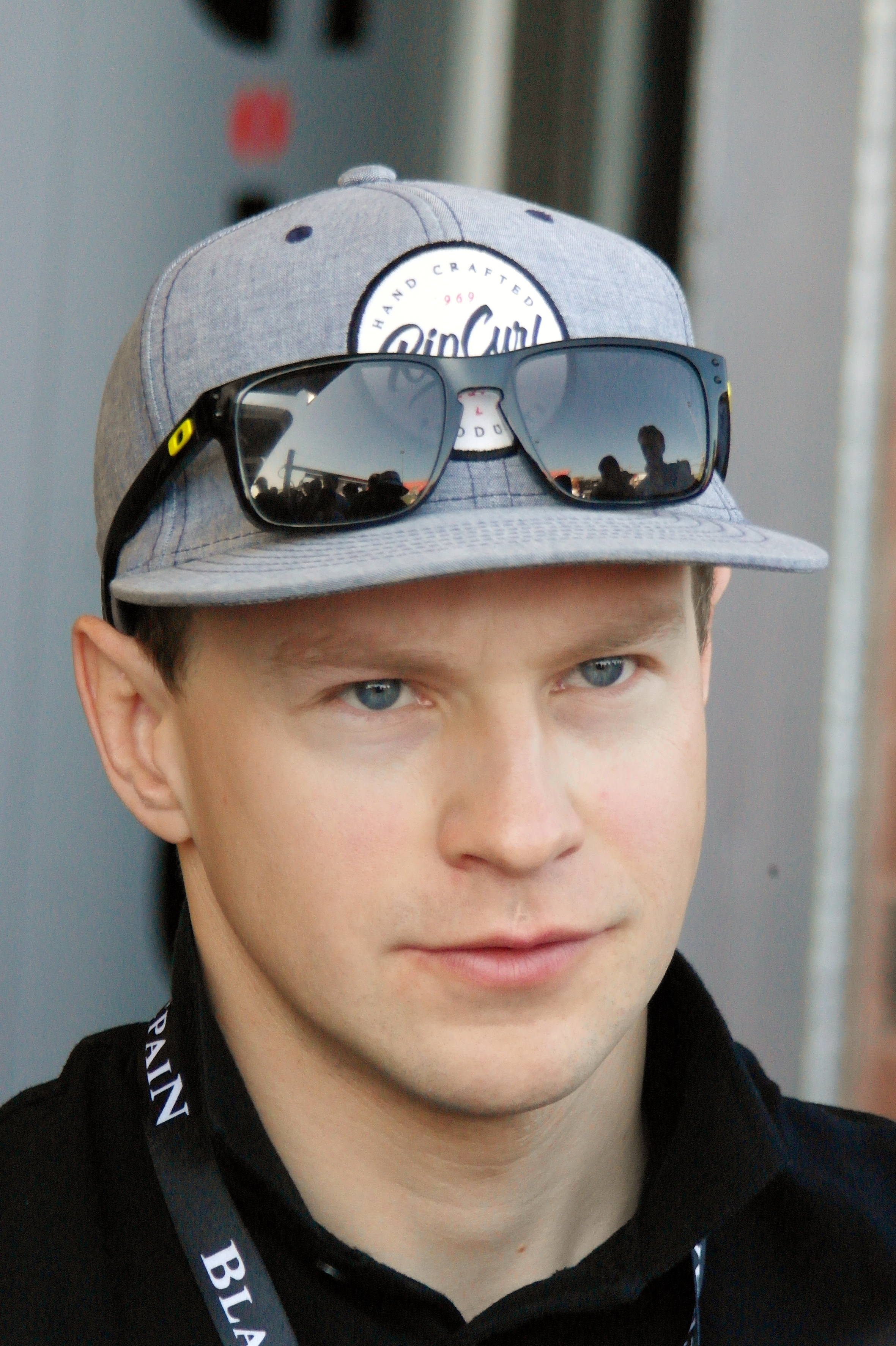
Autocoureur Sten Pentus (1981)

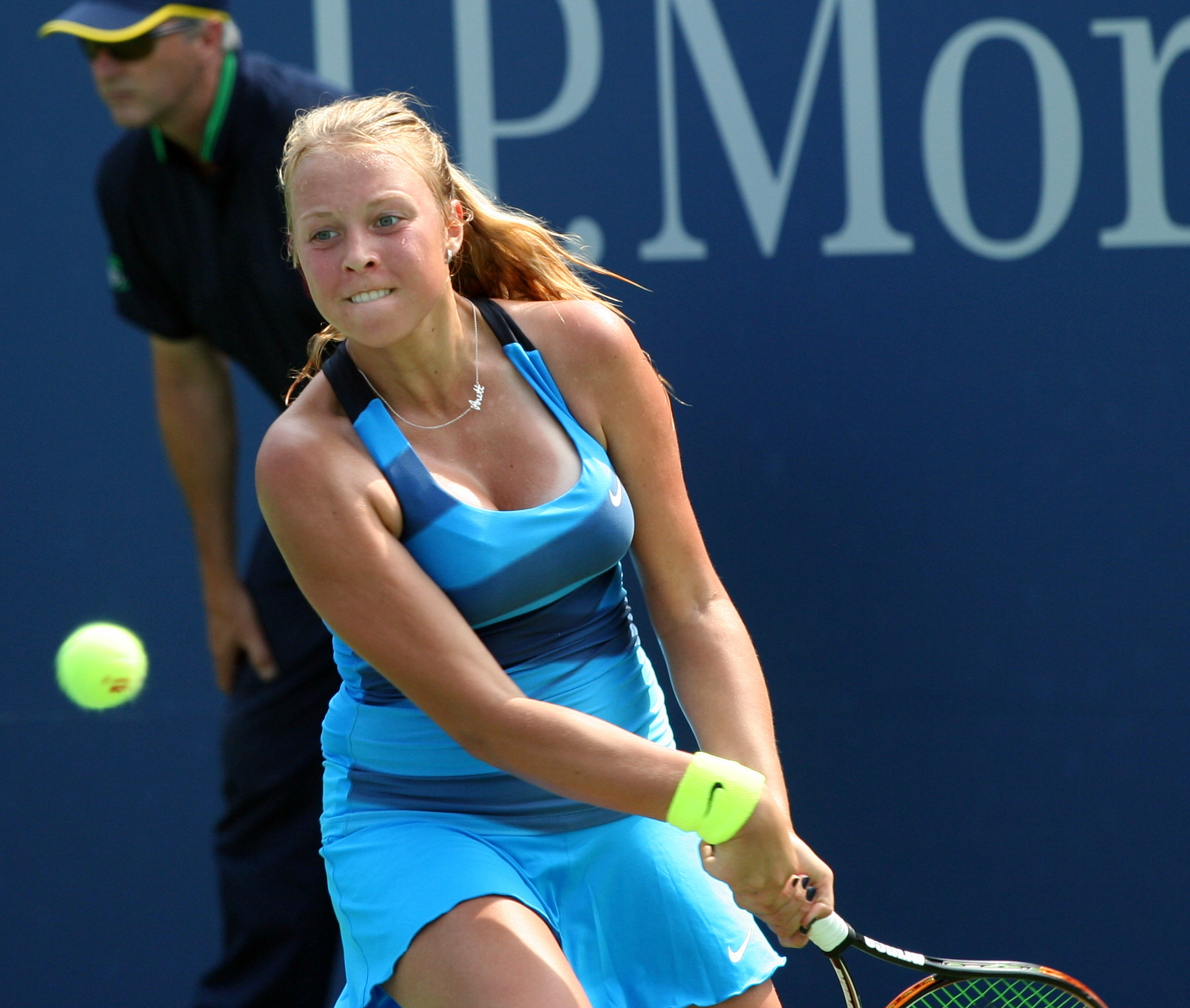
Tennisster Anett Kontaveit (1995)

## Geboren in Tallinn

### Voor 1800
- Michel Sittow (1468-1525 of 1526), kunstschilder
- Jakob De la Gardie (1583-1652), Zweeds graaf, veldmaarschalk en staatsman
- Karel Filips van Zweden (1601-1622), Zweeds prins
- Magnus Gabriel De la Gardie (1622-1686), Zweeds edelman, militair en staatsman
- Gustav Ernst von Stackelberg (1766-1850), Russisch staatsraad en diplomaat
- Thomas Seebeck (1770-1831), Duits natuurkundige
- Alexander von Benckendorff (1783-1844), Duits-Russisch edelman, luitenant-generaal en staatsman
- Iwan Müller (1786-1854), Duits componist en klarinettist
- Pavel Schilling (1786-1837), Russisch diplomaat en wetenschapper
- Otto von Kotzebue (1787-1846), Russisch ontdekkingsreiziger

### 1800-1899
- Franz Anton Schiefner (1817-1879), linguïst en tibetoloog
- Marie Under (1883-1980), dichteres
- Artur Lemba (1885-1963), componist en pianist
- Wolfgang Köhler (1887-1967), een van de grondleggers van de Gestaltpsychologie
- Alfred Rosenberg (1893-1946), nationaalsocialistisch rassentheoreticus
- Otto Silber (1893-1940), voetballer
- Bernhard Rein (1897-1976), voetballer en voetbalcoach

### 1900-1919
- Evald Aav (1900-1939), componist
- Elmar Kaljot (1901-1969), voetballer
- Ernst-Aleksandr Joll (1902-1935), voetballer
- Edgar Kant (1902-1978), geograaf
- Arnold Pihlak (1902-1982), voetballer
- Hugo Väli (1902-1943), voetballer
- August Lass (1903-1962), voetballer
- Nikolai Lopatnikoff (1903-1976), Russisch-Amerikaans componist, muziekpedagoog, hoogleraar en dirigent
- Vladas Mikenas (1910-1992), schaker
- Arnold Meri (1919-2009), oorlogsheld

### 1920-1939
- Jaan Kross (1920-2007), schrijver
- Kaljo Raid (1921-2005), Estisch-Canadees componist
- Ester Mägi (1922-2021), componiste
- Uno Mereste (1928-2009), econoom en politicus
- Vladimir Beekman (1929-2009), schrijver en vertaler
- Lennart Meri (1929-2006), president van Estland (1992-2001), schrijver, filmregisseur en politicus
- Aleksi II van Moskou (1929-2008), geestelijke
- Eino Tamberg (1930-2010), componist
- Rolf Gohs (1933-2020), Estisch-Zweeds striptekenaar en illustrator
- Robert Gernhardt (1937-2006), Duits schrijver, tekenaar en schilder
- Neeme Järvi (1937), dirigent
- Ants Antson (1938-2015), langebaanschaatser
- Eri Klas (1939-2016), dirigent

### 1940-1959
- Jaak Lipso (1940-2023), basketballer en basketbalcoach
- Tõnu Õim (1941), schaker
- Jüri Tarmak (1946-2022), olympisch atleet (hoogspringer)
- Siim Kallas (1948), politicus
- Lepo Sumera (1950-2000), componist en politicus
- Tõnu Kaljuste (1953), dirigent
- Jaak Uudmäe (1954), atleet

### 1960-1969
- Jaan Ehlvest (1962), schaker
- Tõnu Õnnepalu (1962), schrijver
- Tony Blackplait (1963), muzikant en journalist
- Urmas Hepner (1964), voetballer
- Jaanus Kuum (1964-1998), Noors wielrenner
- Juhan Parts (1966), politicus

### 1970-1979
- Indro Olumets (1971), voetballer
- Martin Reim (1971), voetballer en voetbalcoach
- Mart Poom (1972), voetballer
- Anu Tali (1972), dirigent
- Marko Kristal (1973), voetballer
- Urmas Paet (1974), politicus
- Keit Pentus-Rosimannus (1976), politica
- Martin Kaalma (1977), voetballer
- Kaja Kallas (1977), politica
- Andres Oper (1977), voetballer o.a. Roda JC en ADO Den Haag
- Sergei Pareiko (1977), voetballer
- Urmo Aava (1979), rallyrijder
- Marko Albert (1979), triatleet
- Gerd Kanter (1979), discuswerper
- Taavi Rõivas (1979), politicus
- Andrei Stepanov (1979), voetballer
- Koit Toome (1979), zanger
- Kristen Viikmäe (1979), voetballer

### 1980-1989
- Kert Haavistu (1980), voetballer
- Maarja-Liis Ilus (1980), zangeres
- Pavel Londak (1980), voetballer
- Stig Rästa (1980), zanger
- Artur Kotenko (1981), voetballer
- Joel Lindpere (1981), voetballer
- Mart Ojavee (1981), wielrenner
- Sten Pentus (1981), autocoureur
- Maret Ani (1982), tennisster
- Aleksei Saks (1982), kunstschaatser
- Katrin Siska (1983), musicienne
- Marko Asmer (1984), Estisch-Brits autocoureur
- Piret Järvis (1984), musicienne
- Konstantin Vassiljev (1984), voetballer
- Tarmo Kink (1985), voetballer
- Lenna Kuurmaa (1985), musicienne
- Ats Purje (1985), voetballer
- Gert Jõeäär (1987), wielrenner
- Ott Lepland (1987), zanger
- Jane Trepp (1988), zwemster
- Jürgen Zopp (1988), tennisser
- Elena Glebova (1989), kunstschaatsster
- Siim Luts (1989), voetballer
- Igor Morozov (1989), voetballer

### 1990-1999
- Henri Anier (1990), voetballer
- Elina Netsjajeva (1991), zangeres
- Kusti Nõlvak (1991), beachvolleyballer
- Henrik Ojamaa (1991), voetballer o.a. Fortuna Sittard en Go Ahead Eagles
- Marko Meerits (1992), voetballer o.a. FC Emmen
- Hannes Anier (1993), voetballer
- Getter Jaani (1993), zangeres
- Kevin Korjus (1993), autocoureur
- Siim-Tanel Sammelselg (1993), schansspringer
- Natalja Zabijako (1994), kunstschaatsster
- Anett Kontaveit (1995), tennisster
- Andres Petrov (1996), snookerspeler

### 2000-2009
- Jüri Vips (2000), autocoureur